# Grimace Shake
Grimace Shake (дословный перевод Коктейль Гримаса или Коктейль Гримейса) — молочный коктейль со вкусом ягод, который продавали в ресторанах McDonald’s в Соединенных Штатах в июне и в начале июля 2023 года. Его выпустили в рамках акции Grimace Birthday Meal.

## Фон
Персонаж Гримас был впервые представлен в медиа-франшизе McDonaldland в 1971 году как «Злая гримаса». Он ворует молочные коктейли согласно мифологии McDonald’s. Точная дата его дня рождения неизвестна, хотя во время акции Grimace Birthday ему было указано, что ему 52 года.

## Описание
Grimace Shake — молочный коктейль фиолетового цвета со вкусом ягод. Это «сочетание мягкой ванильной подачи и ягодного вкуса».
Коктейль был выпущен как отдельный продукт и как часть Grimace Birthday Meal, которая состоит из коктейля, картофеля фри среднего размера и на выбор Биг Мак или куриных макнагетсов из 10 штук.

## Реакция

### Критика
Grimace Shake получил полярные отзывы. Дейн Ривера из Uproxx назвал его лучшим вкусом в линейке молочных коктейлей McDonald’s. Delish положительно оценил его, назвав «самым сладким ягодным смузи в вашей жизни». Ричел Чепмен, которая писала для Elite Daily, была «не поклонницей вкуса», который она описала как «очень фруктовый и искусственный вкус». Обзор Insider описал вкус как мягкий и не слишком сладкий, но также искусственный и в конечном итоге непревзойденный. Стивен Луна из Mashed.com сказал, что, несмотря на то, что коктейль был «хорошим» и «на вид очаровательным», он разочаровал и стал «тревожной данью болтливому дурачку виноградного цвета, который заслуживает гораздо лучшего».

### В других СМИ
Тенденция TikTok с хэштегом #GrimaceShake начала циркулировать после выпуска шейка, в котором пользователи снимают, как пьют шейк и оказываются в необычных позах и в необычных местах, или как их находят мертвыми во время напитка. Видео поставлено так, чтобы выглядеть как место преступления с дрожью, которая разбрызгивается вокруг, подразумевая, что Grimace отвечает за их превращение. Эта тенденция происходит от подобной тенденции в отношении Whopper, выпущенного для рекламы Человек-паук: Паутина вселенных, поскольку оба продукта имеют неестественные цвета. Тенденция распространилась на другие продукты, такие как продукты на тему Барби от Krispy Kreme и Cold Stone, где потребители выглядят более женственными или «мускулистыми» после потребления.